# Parte de la religión
Parte de la Religión es el cuarto álbum de estudio en solitario del músico argentino Charly García. Fue producido por García junto a Joe Blaney y fue lanzado al mercado en 1987 por las empresas discográficas Columbia y Sony Music. Es considerado por la crítica especializada como uno de los discos más prolijos y compactos en la carrera del músico, desde la tapa hasta el contenido de las letras.[cita requerida] En este álbum se presentaron algunas de las canciones más reconocidas y escuchadas[¿por quién?] de García, como «Rezo por vos» y «Buscando un símbolo de paz». Otros de sus sencillos destacados son «Rap de las hormigas», «No voy en tren» y «La ruta del tentempié» (esta última es la canción que completa el álbum).
En las presentaciones en vivo de Parte de la Religión, las cuales comenzaron en octubre de 1987, la banda que acompañaba a García era nueva, y consistía en Carlos "El Negro" García López en guitarra, Fernando Lupano en bajo, Fernando Samalea (quien participó en la grabación del álbum) en batería, Fabián "Zorrito" Von Quintiero en teclados, Alfi Martins en teclados y Fabiana Cantilo (quien también participó en la grabación del disco) en coros.

## Antecedentes y grabación
A mediados de los años ochenta existió la posibilidad de que Charly García y Luis Alberto Spinetta pudieran editar un disco a dúo. Se juntaron, compusieron y grabaron algunas cosas. De ahí surgió la canción «Rezo por vos», también editada por Spinetta en su disco Privé.
En Parte de la Religión, Charly García toca casi todos los instrumentos, excepto la batería. En «Rap de las hormigas» lo acompaña la banda brasileña Os Paralamas do Sucesso (en batería, bajo y guitarra) y en «Buscando un símbolo de paz», Paula Toller es la voz femenina que protagoniza los versos 2 y 4 acompaña a Charly durante el Coro, el Post-Coro, el verso 5 y el coro final, mientras que David Lebón realiza un solo de guitarra eléctrica en el final.
Una de las más grandes curiosidades del álbum, se pudo escuchar el día que Charly llevó a la radio Rock & Pop las maquetas del disco, en el que las canciones, aún sin letra en su mayoría, sonaban tal cual se las conoce hoy, lo cual fue una muestra de la manera de componer de García, dado que en el demo ―primer boceto de la pieza― ya tenía en claro cómo quería que fuera la canción final.[cita requerida]
La canción «El karma de vivir al sur» está dedicada a Migue, el hijo de Charly, que por esos años se había mudado con él en plena adolescencia. García, que no convivía con él desde que era un bebé, estaba redescubriéndolo y disfrutándolo a pleno.[cita requerida]
Charly García abría siempre los recitales de la gira de Parte de la Religión con el tema «Necesito tu amor».[cita requerida]

## Lista de canciones
Todas las canciones fueron escritas por Charly García, excepto donde se indica.
| N.º   | Título                                               | Duración |  |
| 1.    | «Necesito tu amor»                                   | 3:36     |  |
| 2.    | «Buscando un símbolo de paz»                         | 4:43     |  |
| 3.    | «Parte de la religión»                               | 3:06     |  |
| 4.    | «Rap de las hormigas»                                | 3:14     |  |
| 5.    | «Adela en el carrousell»                             | 5:17     |  |
| 6.    | «No voy en tren»                                     | 3:02     |  |
| 7.    | «Rezo por vos» (Luis Alberto Spinetta/Charly García) | 4:29     |  |
| 8.    | «El karma de vivir al sur»                           | 3:32     |  |
| 9.    | «Ella adivinó»                                       | 3:52     |  |
| 10.   | «La ruta del tentempié»                              | 4:19     |  |
| 39:10 |                                                      |          |  |

## Sencillos
- «No voy en tren»
- «Rezo por vos»
- «La ruta del tentempié»
- «Buscando un símbolo de paz»
- «Rap de las hormigas»

## Músicos
- Charly García: teclados, guitarras, bajo, voces y efectos.
- Fabiana Cantilo: coros
- Fernando Samalea: batería y caja de ritmos.
- Chacal: percusión.
- Daniel Melingo: saxo.

## Invitados
- David Lebón: solo de guitarra eléctrica en «Buscando un símbolo de paz» y «Adela en el carrusel».
- Cheryl Poirier: coros en «No voy en tren» y «La ruta del tentempié».
- Os Paralamas do Sucesso: guitarra, bajo y batería en «Rap de las hormigas».
- Paula Toller: voz en «Buscando un símbolo de paz».

## Información técnica
- Grabación: Estudios Panda (Buenos Aires), Sigla (Río de Janeiro), Chung King House of Metal, Electric Lady Studios (Nueva York).
- Ingenieros de grabación: Mario Breuer (Buenos Aires) y Joe Blaney (Nueva York).
- Mezcla: Joe Blaney en Electric Lady.
- Asistente de mezcla: Andrew Spiegelman.
- Asistente de grabación: Walter Chacón (en Buenos Aires).
- Corte: Howie Weinberg (en Masterdisc).
- Diseño: Alfi Baldo.
- Modelo de la contratapa: Cheryl Poirier.